# マクドナルドランド
マクドナルドランド（英：McDonaldland）とは、マクドナルドのマスコットキャラクター ドナルド・マクドナルドやその仲間たちの故郷であり、ファミコンゲーム「ドナルドランド」の舞台でもある架空の世界。

## 概念
テレビCMにおいてドナルド・マクドナルドはこのマクドナルドランドに住んでいて、後述の仲間たちと冒険を繰り広げる。近年ではこの「子供じみた」ドナルドは次第に消えていき、日常生活での子供たちとのふれあいが描かれるようになったため、CM上でマクドナルドランドが描かれることは少なくなっている。

## マクドナルドランドのキャラクター
- ドナルド・マクドナルド
- メイヤーチーズマック（市長）
- ハンバーグラー
- ビッグマックポリス（警察官、現在は不明）
- グリマス
- バーディ
- フライキッズ
- キャプテンクロック
- プロフェッサー
- グリマスィーおじさん
- ハッピーミールキッズ
- マックナゲット・バディーズ
- コズマック
- アップルパイツリー
- ハンバーガーパッチ
- グモン（ゲームオリジナル）